# Општина Бужим
Општина Бужим је општина на крајњем северозападу Босне и Херцеговине. Граничи се са општинама: Босанска Крупа (са истока), Цазином (са југа), Великом Кладушом (са запада и севера) и са општином Двор на Уни (Република Хрватска (са североистока). Подручје општине је брдовито. Седиште општине је у месту Бужим.
Према истоку се пружају Чава и Добро Село уз регионални пут Бужим — Отока Босанска — Босанска Крупа, односно Отока — Нови Град, Бужим је повезан са Бихаћем односно са Бањом Луком. Правац према југу води преко Коњодора за Цазин и даље према Бихаћу, а правац према Двору на Уни води преко Зарадостова и Бучеваца. Правац према западу иде преко Лубарде — Пашиног Брода — Тодорова до Велике Кладуше (на запад). Правац Бузим — Вар. Ријека — Радића Мост — Врнограч — Велика Кладуша и даље према Загребу, односно Радића Мост — Босанска Бојна — Глина — Загреб.

## Становништво
|                      | 2013.           | 1991.            | 1981.            | 1971.            |
| Укупно               | 19 340 (100,0%) | 16 940 (100,0%)  | 15 413 (100,0%)  | 12 579 (100,0%)  |
| Бошњаци              | 19 207 (99,31%) | 16 680 (98,47%)1 | 15 091 (97,91%)1 | 12 280 (97,62%)1 |
| Босанци              | 45 (0,233%)     | –                | –                | –                |
| Муслимани            | 39 (0,202%)     | –                | –                | –                |
| Непознато            | 22 (0,114%)     | –                | –                | –                |
| Хрвати               | 8 (0,041%)      | 5 (0,030%)       | 16 (0,104%)      | 18 (0,143%)      |
| Босанци и Херцеговци | 7 (0,036%)      | –                | –                | –                |
| Неизјашњени          | 6 (0,031%)      | –                | –                | –                |
| Словенци             | 4 (0,021%)      | –                | –                | –                |
| Срби                 | 1 (0,005%)      | 91 (0,537%)      | 124 (0,805%)     | 229 (1,820%)     |
| Православци          | 1 (0,005%)      | –                | –                | –                |
| Остали               | –               | 141 (0,832%)     | 63 (0,409%)      | 50 (0,397%)      |
| Југословени          | –               | 23 (0,136%)      | 119 (0,772%)     | 2 (0,016%)       |

1. 1 На пописима од 1971. до 1991. Бошњаци су пописивани углавном као Муслимани.